# Lisa Cieslik
Lisa Cieslik (* 1955 in Köln) ist eine deutsche Performancekünstlerin aus Köln.
Lisa Cieslik ist Autodidaktin. Sie war in der Zeit von 1978 bis 1980 Gasthörerin bei Daniel Spoerri an der Fachhochschule für Kunst und Design in Köln.
1983 wurde sie von der Performancegruppe Minus Delta t zum Bangkokfestival im Institut of Modern Art eingeladen. Dort gründete sie mit Minus Delta T PAAPAE (Projekt Archiv Asien Afrika Europa).
1986 prägte sie den Begriff des Konsumrealismus und setzte ihn in vielen Aktionen und Arbeiten um. Zusammen mit dem amerikanischen Fluxuskünstler Al Hansen gründete sie 1987 in Köln die Ultimate Academy.

## Auszeichnungen
2016 erhielt sie von der Emily Harvey Foundation ein Arbeitsstipendium in Venedig.

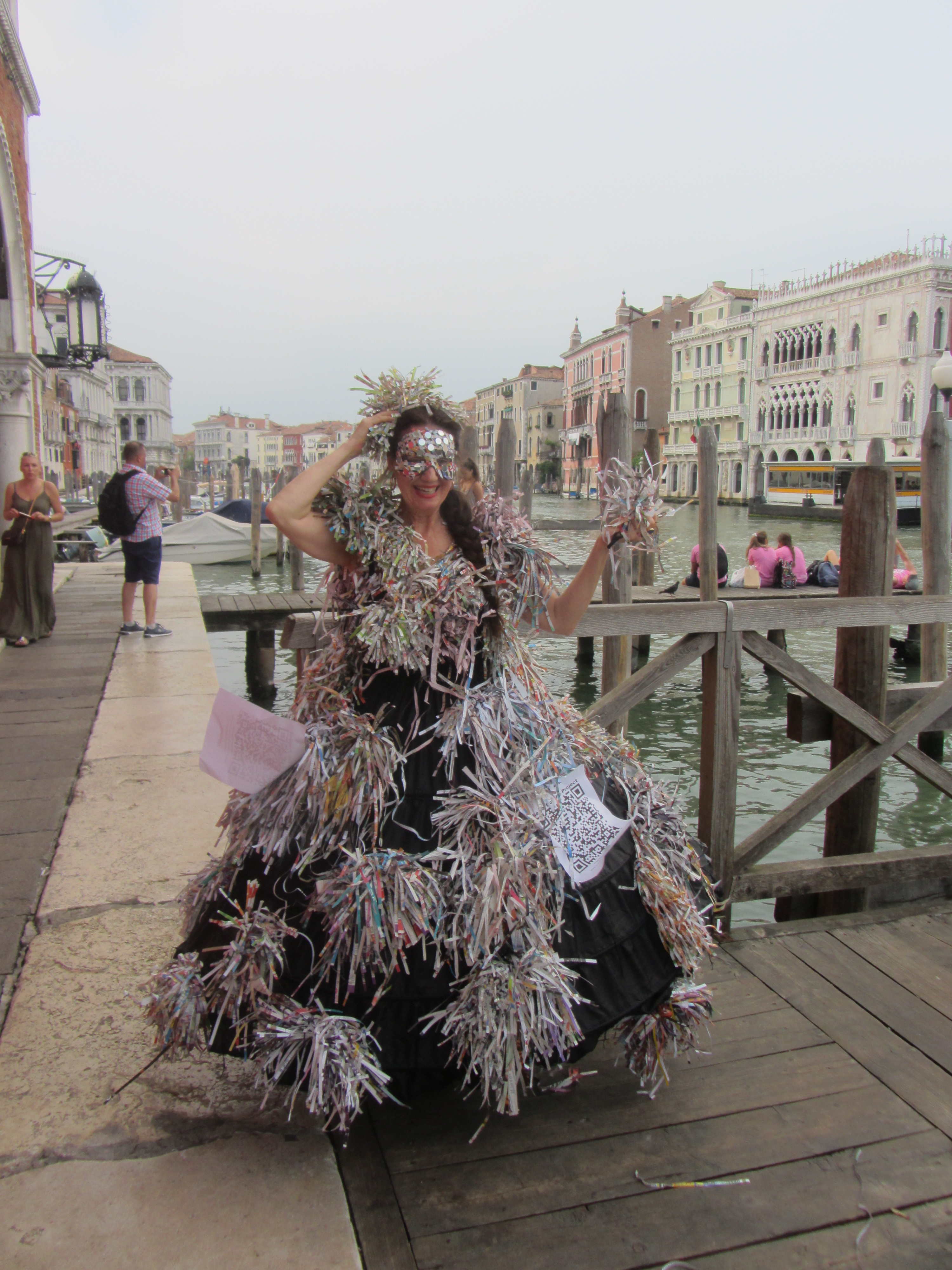
Performance von Lisa Cieslik in Venedig 2016